# The Public Enemy (wrestling)
I Public Enemy erano un tag team di wrestling attivo principalmente negli anni novanta sia nella Extreme Championship Wrestling che in seguito nella World Championship Wrestling, nella National Wrestling Alliance e nella World Wrestling Federation, composto da Rocco Rock e Johnny Grunge. Sono stati campioni mondiali di coppia ECW, WCW e NWA.
Nel settembre 2002 Rocco Rock è morto a causa di un infarto. Johnny Grunge è morto nel febbraio 2006 per complicazioni dovute all'obesità (apnea notturna).

## Carriera

### Eastern / Extreme Championship Wrestling (1993-1996)
I Public Enemy esordirono in ECW nel settembre 1993 all'evento UltraClash, con la gimmick dei ragazzi bianchi appassionati di cultura hip hop. Paul Heyman, all'epoca booker ECW che ideò la gimmick, dichiarò di essersi ispirato per la creazione dei Public Enemy, a un articolo di Newsweek circa i cambiamenti culturali in atto in America e le difficoltà dei giovani che vivevano in luoghi come Los Angeles nei primi anni novanta.
Il team acquisì in breve tempo grande popolarità nella compagnia; il loro stile rissoso di lotta, completato dall'utilizzo di una quantità spropositata di oggetti contundenti (tavoli compresi), li rese uno dei tag team più temuti della federazione e non passò molto tempo prima che vincessero il primo titolo ECW Tag Team Championship, sconfiggendo Kevin Sullivan & Tasmaniac. Ballavano entrando sul ring, agitando le braccia al ritmo della loro musica d'entrata (Here Comes the Hotstepper di Ini Kamoze) e invitavano i fan sul ring a danzare con loro per festeggiare le vittorie. Quando la popolarità dei Public Enemy raggiunse il culmine, Heyman volle contrapporli in un feud con The Gangstas (New Jack & Mustafa Saed, dalla Smoky Mountain Wrestling). I Gangstas rappresentavano lo stile di vita hip hop della West Coast contrapposto a quello della East Coast. La loro rivalità fu una delle più celebri in ECW.
I Public Enemy furono anche coinvolti in alcuni momenti memorabili in ECW. In una occasione, durante un match tra Cactus Jack e Terry Funk all'evento Hardcore Heaven 1994, i Public Enemy interferirono attaccando entrambi i wrestler. Terry Funk si rivolse al pubblico chiedendo che gli passassero una sedia. Immediatamente un fan gliela gettò sul ring. Alla fine il ring fu riempito da così tante sedie tirate dal pubblico, che i membri dei Public Enemy rimasero sommersi.
In un altro incidente occorso a Tampa, Florida, verso la fine della loro permanenza in ECW, durante l'evento Sunshine State Slaughter del 1995, i Public Enemy chiesero ai fan di salire sul ring a ballare con loro per l'ultima volta. Mentre il ring si riempiva sempre più di gente, che ballava e festeggiava, non resse più il peso e collassò.

### World Championship Wrestling (1996-1998)
Il 19 novembre 1995 i Public Enemy fecero un provino con la WWF, lottando in un dark match contro The Smokin' Gunns, all'epoca campioni di coppia. Al duo fu offerto un contratto con la federazione, ma Rock e Grunge optarono invece per la World Championship Wrestling. Nel gennaio 1996, forti del successo riscosso in ECW, i Public Enemy firmarono quindi per la WCW. Durante il loro stint di quasi tre anni nella compagnia, vinsero il titolo WCW World Tag Team Championship sconfiggendo gli Harlem Heat nel settembre 1996, sebbene il loro regno da campioni durò solo otto giorni. La coppia lottò in WCW fino al settembre 1998, concludendo il contratto con una vittoria su Villano IV & V durante una puntata di Worldwide.

### Ritorno in ECW, World Wrestling Federation e ritorno in WCW (1999)
Il 16 gennaio, all'evento della ECW House Party 1999, i Public Enemy effettuarono un ritorno a lungo atteso nella ECW Arena, per rispondere alla sfida loro lanciata dai Dudley Boyz. All'epoca erano ancora sotto contratto con la WCW, ma riuscirono comunque a lottare (con l'assistenza di New Jack) con i Dudley. Finito lo show, Johnny Grunge prese il microfono e dichiarò che gli ultimi tre anni erano stati "un giro sulle montagne russe" per la coppia, e che "se gli avessero aperto il torace e osservato il cuore, avrebbero visto un unico simbolo stampato sopra: ECW!". Grunge ringraziò i Dudley per avere tenuto viva "la compagnia costruita dai Public Enemy" mentre erano via, e poi invitò tutti gli spettatori presenti in sala a salire sul ring per festeggiare.
La loro successiva apparizione sarebbe dovuta essere a Crossing the Line '99 il 12 febbraio nel Queens a New York, sempre contro i Dudley Boyz, ma dovettero cancellarla a causa della negoziazione con la WWF. Il team fu quindi ridicolizzato nel corso della puntata del 20 febbraio di Hardcore TV della ECW, ritratto come una coppia di codardi che rifuggono la lotta. Furono quindi mostrate le immagini dei Dudley che colpivano con le loro mosse i Public Enemy all'evento di Detroit, con la scritta in sovrimpressione "Breaking News: The Dudleys Destroy Public Enemy". Due giorni dopo, i Public Enemy esordirono nella WWF.
I Public Enemy firmarono per la World Wrestling Federation agli inizi del 1999. Non furono ben accettati dai veterani nel "backstage" in quanto nel 1995 avevano scelto la WCW ripsetto alla WWF quando le due federazioni si erano contese i loro contratti. Rocco Rock fu anche costretto a cambiare nome in "Flyboy" Rocco, per non creare confusione con The Rock. Debuttarono il 22 febbraio 1999 durante una puntata di Raw is War, sconfiggendo The Brood per squalifica. Nei due mesi che rimasero in WWF, la loro appariizone più memorabile fu la sconfitta patita contro gli Acolytes a Sunday Night Heat a Pittsburgh; seguita da un breve feud con gli APA. I Public Enemy lottarono un ultimo match nella WWF il 30 marzo 1999 a Shotgun Saturday Night, perdendo con gli Hardy Boys per squalifica.
I Public Enemy tornarono in WCW dopo aver lasciato la WWF, con entrambi i lottatori coinvolti nell'evento WCW Hardcore Junkyard Invitational. Il 4 agosto 1999 a WCW Thunder persero contro Bill Goldberg e poi il 9 dello stesso mese contro i West Texas Rednecks. L'apparizione finale ebbe luogo durante un house show il 18 agosto.

### Ultimi anni (1999-2002)

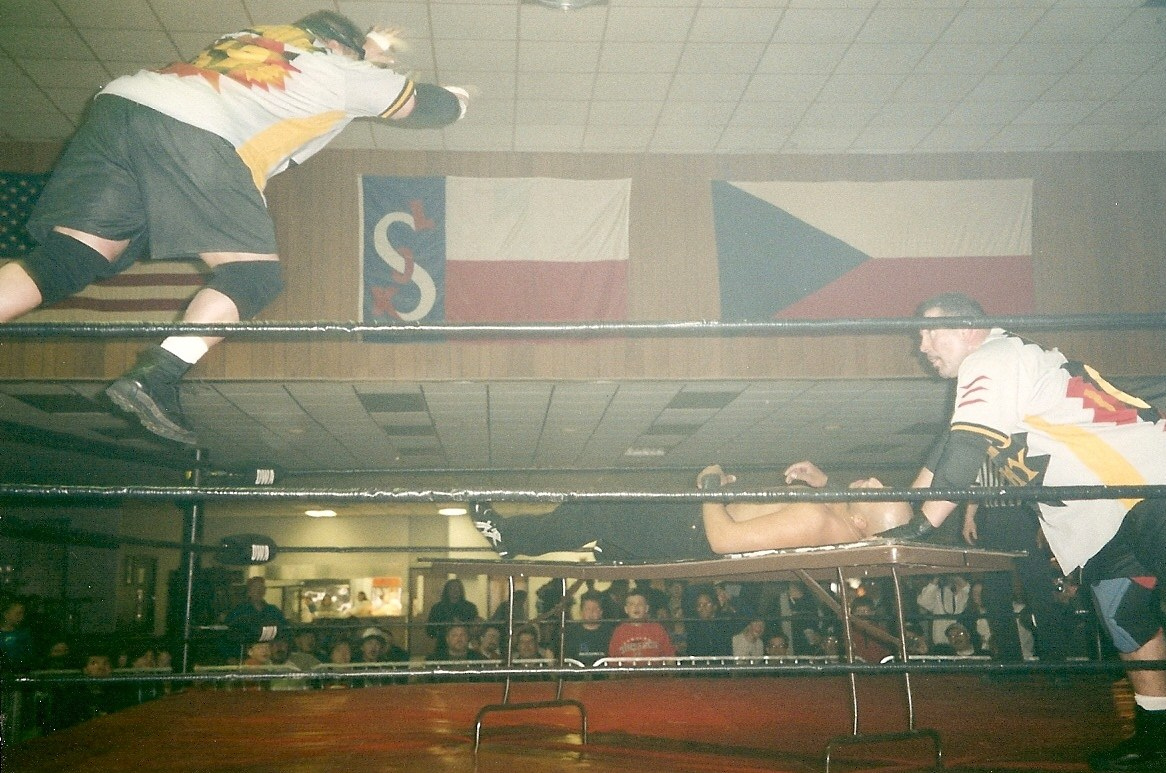
I Public Enemy mentre eseguono una manovra aerea di coppia

I Public Enemy fecero un'ultima apparizione sulla televisione mainstream a ECW on TNN. Da lì in poi il tag team fece qualche altra breve comparsata nel circuito indipendente dopo che la WCW e la ECW furono acquisite dalla WWE, lottando nella Pro-Pain Pro Wrestling (3PW), e in altri territori della NWA. Parteciparono inoltre agli eventi della X Wrestling Federation, utilizzando il nome "South Philly Posse" e avendo come manager l'attrice pornografica Jasmin St. Claire.
Nei primi anni 2000 lottarono nella i-Generation Superstars of Wrestling e in varie altre compagnie regionali, vincendo anche numerosi titoli minori.
L'ultimo match dei Public Enemy fu nella Intergalactic Wrestling Federation dove sconfissero Itch Coma Weidler & The Bouncer nel corso di uno steel cage match a Springfield, il 12 agosto 2002.
A seguito della morte di Rocco Rock nel 2002, Grunge lottò in coppia con suo "fratello" Joey Grunge come "The New Public Enemy" nell'agosto 2003. Apparve anche nella 3PW e il 10 giugno 2005 a Hardcore Homecoming partecipò al segmento in memoria dei wrestler ECW deceduti.

## Morti
Il 21 settembre 2002 Ted Petty ("Flyboy" Rocco Rock) morì a causa di un infarto dopo un evento di wrestling. Il 16 febbraio 2006 Mike Durham (Johnny Grunge) morì a causa delle complicazioni dovute all'apnea notturna. Il decesso di Durham fu causato da una malattia cardiaca correlata all'obesità, inoltre l'esame autoptico rivelò acuta intossicazione da Carisoprodol e idrocodone. Evidentemente Durham morì nel sonno.
La vedova di Durham è diventata portavoce delle proteste contro l'abuso di droghe nel mondo del wrestling fin dal caso del duplice omicidio e suicidio di Chris Benoit avvenuto nel 2007, quando realizzò che le prescrizioni mediche a suo marito provenivano dallo stesso medico di Benoit.

## Nel wrestling

### Mossa finale
- Drive-By

### Manager
- Jazzy/Jasmin St. Claire

## Titoli e riconoscimenti
- Cauliflower Alley Club
  - Other honorees (1995)
- Eastern Championship Wrestling / Extreme Championship Wrestling
  - ECW World Tag Team Championship (4)[13]
  - Hardcore Hall of Fame (2002) - Rock
  - Hardcore Hall of Fame (2007) - Grunge
- i-Generation Superstars of Wrestling
  - i-Generation Tag Team Championship (2)
- Main Event Championship Wrestling
  - MECW Tag Team Championship (1)
- National Wrestling Alliance
  - NWA World Tag Team Championship (1)
- NWA New Jersey
  - NWA United States Tag Team Championship (1)
- New England Pro Wrestling Hall of Fame
  - Classe del 2010
- New-Wave Championship Wrestling
  - NWCW Tag Team Championship (1)
- Turnbuckle Championship Wrestling
  - TCW Tag Team Championship (1)
- Universal Wrestling Alliance
  - UWA Tag Team Championship (1)[14]
- World Championship Wrestling
  - WCW World Tag Team Championship (1)[6]
- Altri titoli
  - IPW Tag Team Championship (1)
  - MCW Tag Team Championship (1)

## Riferimenti in altri media
- Lo stile hardcore dei Public Enemy fu citato nella canzone El Scorcho del gruppo musicale Weezer; la strofa del testo che recita: «watchin' Grunge legdrop New Jack through a press table», derivò da una foto vista dai membri della band che mostrava Grunge lottare con il wrestler New Jack, pubblicata su Pro Wrestling Illustrated.[15]